# Cabdill pitnegre
El cabdill pitnegre (Taeniotriccus andrei) és un ocell de la família dels tirànids (Tyrannidae) i única espècie del gènere Taeniotriccus.

## Hàbitat i distribució
Selva humida, localment a les terres baixes del sud-est de Veneçuela i nord-oest i centre del Brasil.